# Johan Grobbelaar
Pas d'image ? Cliquez ici

a Compétitions nationales et continentales officielles uniquement.

b Matchs officiels uniquement.
Dernière mise à jour le 9 mai 2025.
Johan Grobbelaar, né le 30 décembre 1997 à Paarl (Afrique du Sud), est un joueur international sud-africain de rugby à XV jouant au poste de talonneur avec la franchise des Bulls en United Rugby Championship et les Blue Bulls en Currie Cup.

## Biographie

### Jeunesse et formation
Johan Grobbelaar naît et grandit à Paarl, en Afrique du Sud. Durant sa jeunesse, il fréquente le Paarl Gimnasium et joue pour la Western Province. En 2012, il est contacté par les Blue Bulls qui souhaitent le recruter et lui offrent la possibilité d'étudier à l'université de Pretoria. Après de longues hésitations, il accepte finalement cette proposition,.
En 2017, il est sélectionné en équipe d'Afrique du Sud des moins de 20 ans pour le Championnat du monde junior. Il est alors vice-capitaine de l'équipe qui termine troisième de la compétition.

### Carrière professionnelle
Johan Grobbelaar fait ses débuts durant la Currie Cup 2017 avec les Blue Bulls. Il est ensuite appelé avec les Bulls pour la saison 2018 de Super Rugby,. 
Au cours de la saison 2020 de Super Rugby, il est victime d'une grave blessure à la cheville qui nécessite une opération. Il fait son retour sur le terrain durant le Super Rugby Unlocked (en) car le nouvel entraîneur des Bulls, Jake White, voit en lui un gros potentiel,. Les Bulls remportent ensuite cette compétition. Puis, en tout début d'année 2021, il est titulaire lors de la finale de la Currie Cup 2020-2021 remportée 26 à 19 après prolongation contre les Natal Sharks.
En juin 2021, il perd la finale de la Pro14 Rainbow Cup contre les Italiens du Benetton Trévise. Au mois de septembre suivant, les Blue Bulls remportent encore la Currie Cup en battant les Natal Sharks en finale, cette fois sur le score de 44 à 10. Grobbelaar ne joue pas ce match,. Dans le même temps, il est appelé pour la première fois de sa carrière en équipe d'Afrique du Sud par Jacques Nienaber pour le troisième match contre les Lions britanniques et irlandais lors de la tournée 2021. Il est ainsi récompensé de ses bonnes performances constantes avec les Bulls.
Un an plus tard, il est titularisé et perd la finale du United Rugby Championship contre les Stormers.
En 2024, il est aussi titulaire en finale du United Rugby Championship et son équipe est vaincue 21 à 16 par les Glasgow Warriors,. Après cette finale, il est retenu dans le groupe des Springboks pour les matchs amicaux estivaux. Il obtient sa première sélection avec l'Afrique du Sud contre le Portugal en juillet 2024 et les Sud-Africains s'imposent 64 à 21. Trois jours plus tard, il est convoqué en sélection par Johan Erasmus pour le Rugby Championship. Il est titulaire pour le deuxième match face à l'Australie, puis n'est pas conservé pour la suite de la compétition.
Durant la saison 2024-2025, il perd de nouveau la finale du United Rugby Championship, cette fois contre les Irlandais du Leinster sur le score de 32 à 7.

## Palmarès

### En club
- Bulls
  - Vainqueur du Super Rugby Unlocked (en) en 2020.
  - Finaliste de la Pro14 Rainbow Cup en 2021.
  - Finaliste du United Rugby Championship en 2024 et 2025.

### En équipe nationale
- Afrique du Sud
  - Vainqueur du Rugby Championship en 2024.